# روابط نزدیک یک فاحشه
روابط نزدیک یک فاحشه (اسپانیایی: Intimidades de una cualquiera‎) یک فیلم سکسنتفاعی درام آرژانتینی است که در سال ۱۹۶۹ منتشر شد. از بازیگران آن می‌توان به ریکاردو پاسانو، ایسابل سارلی و آرماندو بو اشاره کرد.